# 国立世界文化博物館 (オランダ)
オランダ国立世界文化博物館（オランダこくりつせかいぶんかはくぶつかん, オランダ語: Nationaal Museum van Wereldculturen、略号 NMvW）は2014年に設立されたオランダの民族誌博物館である。設立にあたり既存の博物館3館を併合。

## 機構
国立施設のうち次の3館の収蔵活動や趣旨を反映する。2017年5月より、世界文化博物館 (ロッテルダム)とも緊密に連携する。
- 熱帯博物館（蘭: Troppenmuseum アムステルダム）
- アフリカ博物館（蘭: Afrika Museum ベルゲンダール）
- 国立民族学博物館（ライデン）

## 収蔵品と活動
併合前の各館が取り組んだ研究により、世界各地からさまざまな民俗資料が集まった。地域別に見ると大洋州の31,451点を始め、アジア423,705点、アフリカ65,823点、ヨーロッパ20,275点に加えて極地方から17,545点。アメリカ大陸から集めた資料はおよそ8万点あり、その内訳は北米20,045点、中米19,671点と南米39,422点、またカリブ海一帯から8,809点を取り寄せている。

## 関連文献
- Macdonald, Sharon. (2010)  "A Companion to Museum Studies". John Wiley & Sons. 全592頁。（英語）